# Leptoteleia
Leptoteleia är ett släkte av steklar. Leptoteleia ingår i familjen Scelionidae.

## Dottertaxa tillLeptoteleia, i alfabetisk ordning[1]
- Leptoteleia aculata
- Leptoteleia alexandrae
- Leptoteleia americana
- Leptoteleia andreai
- Leptoteleia annarum
- Leptoteleia antsingyi
- Leptoteleia arndti
- Leptoteleia bengalensis
- Leptoteleia ferdinandi
- Leptoteleia japonica
- Leptoteleia jarmilae
- Leptoteleia josephi
- Leptoteleia kareli
- Leptoteleia lubomiri
- Leptoteleia majkae
- Leptoteleia marcelae
- Leptoteleia mariae
- Leptoteleia marketae
- Leptoteleia martae
- Leptoteleia miladae
- Leptoteleia monicae
- Leptoteleia normani
- Leptoteleia oecanthi
- Leptoteleia peninsularis
- Leptoteleia petrum
- Leptoteleia radeki
- Leptoteleia serapis
- Leptoteleia stani
- Leptoteleia vaclavi
- Leptoteleia verae
- Leptoteleia zdenae